# Una (distrikt)
Una är ett distrikt i Indien.   Det ligger i delstaten Himachal Pradesh, i den norra delen av landet, 300 km norr om huvudstaden New Delhi. Antalet invånare är 521 173.
Följande samhällen finns i Una:
- Una
- Santokhgarh
- Daulatpur
- Gagret